# Владимир Стевановић (филолог)
Владимир Депа Стевановић (Владичин Хан, 1930 — Београд, 28. јун 1979) био је југословенски друштвено-политички радник.

## Биографија
Основну школу и гимназију завршио је у Врању. Дипломирао је на Филозофском факултету у Београду 1957. године, на групи за југословенску књижевност и српскохрватски језик, где је одбранио и магистарски рад 1971. године. Члан је савеза комуниста од 1952. године.
Рођен је у учитељској породици. Радио је као професор у гимназији и Учитељској школи у Врању. Био је републички секретар за образовање и науку од 1972. године до 1977. године, а од 1977. до 1979. године управник Народне библиотеке Србије. Постао је члан Извршног већа СР Србије 1974. године. Бавио се проучавањем особености говора насеља у Врањској котлини и долини реке Пчиње.
Био је активан политичар, укључен у обнову и изградњу земље после Другог светског рата. Биран је за посланика Просветно-културног већа Савезне скупштине, одборника општинске и среске скупштине у Врању и Лесковцу, председника Савета за просвету Врањског среза, члана Културно-просветне заједнице Србије, управе Друштва за српскохрватски језик и књижевност, Савета за просвету СР Србије, секретара општинског комитета Савеза комуниста, председника Комисије за политички и идејно-васпитни рад среског одбора ССРНС, члана Секретаријата идеолошке комисије Централног комитета СКС и секретара Међуопштинске конференције Савеза комуниста у Врању.
Био је члан и први председник Међурепубличке и покрајинске комисије за реформу образовања, члан одбора ЦК СКС за прославу 40. годишњице доласка Тита на чело СКЈ и секретар Збора СК МЗ Чукур чесма - Стари град. Као републички секретар држао је предавања по позиву на универзитетима у Берлину и Лајпцигу. Држао је и наставу у Нишу, на позив Универзитета у Нишу, као и предавања на семинарима за просветне раднике. Многа од тих предавања објављена су у часописима.
Изненада је преминуо 28. јуна 1979. у Београду.